# Adrien Tameze
Adrien Tameze, né le 4 février 1994 à Lille, est un footballeur franco-camerounais qui évolue au poste de milieu de terrain au Torino FC.

## Biographie

### En club
Natif de Lille, Adrien Tameze fait ses premières armes dans les clubs de la région lilloise comme l'ES Wasquehal. En 2009, il fait partie de la sélection de la Ligue du Nord-Pas-de-Calais qui dispute la Coupe Nationale des 14 ans à Clairefontaine. La même année il signe à l'AS Nancy-Lorraine où il participa à deux matchs de Coupe de France en 2013. Laissé libre par le club lorrain, il revient dans le nord de la France où il effectue un essai concluant au Valenciennes FC qu'il rejoint en janvier 2015. Il évolue dans un premier temps avec la réserve du club en CFA 2, puis il signe son premier contrat professionnel le 24 juillet 2015, pour une durée de trois ans.
Il dispute son premier match officiel le 31 juillet 2015 lors de la première journée de championnat, sur la pelouse des Chamois niortais. Le 28 août 2015, il inscrit son premier but en Ligue 2 lors de la large victoire de son club face au Red Star FC (1-5). Il devient très vite un élément important du coach David Le Frapper, puisqu'il est un titulaire indiscutable lors de la phase aller du championnat. Pourtant, après la trêve et l'arrivée de Faruk Hadžibegić, il perd sa place lors de la phase retour où il ne joue que quatre matchs. Dès la saison suivante, il redevient un élément incontournable du onze nordiste.
Adrien Tameze est transféré à l'OGC Nice à l'ouverture du mercato d'été, le 9 juin 2017. 
Le 23 novembre 2017, il marque son premier but lors d'une rencontre de Ligue Europa face à Zulte Waregem.
Le 4 septembre 2020, il rejoint le Hellas Vérone, contre une indemnité de transfert de 3M€. Lors de la saison 2021/2022, entrainé par Igor Tudor, il se fait remarquer par sa polyvalence, son endurance, et ses statistiques de récupération. 

### En équipe nationale
Avec l'équipe de France des moins de 17 ans, il participe au championnat d'Europe des moins de 17 ans en 2011. Il joue trois matchs lors de cette compétition organisée en Serbie.
Il dispute dans la foulée la Coupe du monde des moins de 17 ans. Il joue cinq matchs lors du mondial junior. La France est éliminée en quarts de finale par le Mexique, pays organisateur.
Le 20 août 2018, Clarence Seedorf le convoque pour la première fois en équipe du Cameroun.
En 2022, après la qualification du Cameroun pour la coupe du monde, il fait partie des priorités de Rigobert Song et Samuel Eto'o pour renforcer l'équipe du Cameroun, dont il est originaire.

## Statistiques
| Saison                | Club                    | Championnat           | Championnat | Championnat | Championnat | Coupe nationale | Coupe nationale | Coupe nationale | Coupe de la Ligue | Coupe de la Ligue | Coupe de la Ligue | Compétition(s) continentale(s) | Compétition(s) continentale(s) | Compétition(s) continentale(s) | Compétition(s) continentale(s) | Total | Total | Total |
| Saison                | Club                    | Division              | M.          | B.          | P.d.        | M.              | B.              | P.d.            | M.                | B.                | P.d.              | Comp.                          | M.                             | B.                             | P.d.                           | M.    | B.    | P.d.  |
| 2012-2013             | AS Nancy-Lorraine       | Ligue 1               | -           | -           | -           | 2               | 0               | 0               | -                 | -                 | -                 | -                              | -                              | -                              | -                              | 2     | 0     | 0     |
| Sous-total            | Sous-total              | Sous-total            | 0           | 0           | 0           | 2               | 0               | 0               | 0                 | 0                 | 0                 | -                              | 0                              | 0                              | 0                              | 2     | 0     | 0     |
| 2015-2016             | Valenciennes FC         | Ligue 2               | 21          | 1           | 0           | 1               | 0               | 0               | 1                 | 0                 | 0                 | -                              | -                              | -                              | -                              | 23    | 1     | 0     |
| 2016-2017             | Valenciennes FC         | Ligue 2               | 35          | 0           | 1           | -               | -               | -               | 1                 | 0                 | 0                 | -                              | -                              | -                              | -                              | 36    | 0     | 1     |
| Sous-total            | Sous-total              | Sous-total            | 56          | 1           | 1           | 1               | 0               | 0               | 2                 | 0                 | 0                 | -                              | 0                              | 0                              | 0                              | 59    | 1     | 1     |
| 2017-2018             | OGC Nice                | Ligue 1               | 26          | 0           | 1           | 1               | 0               | 0               | 2                 | 0                 | 0                 | C1+C3                          | 1+6                            | 0+1                            | 0+0                            | 36    | 1     | 1     |
| 2018-2019             | OGC Nice                | Ligue 1               | 37          | 0           | 3           | 1               | 0               | 1               | 2                 | 0                 | 1                 | -                              | -                              | -                              | -                              | 40    | 0     | 5     |
| 2019-2020             | OGC Nice                | Ligue 1               | 8           | 1           | 0           | -               | -               | -               | 1                 | 0                 | 0                 | -                              | -                              | -                              | -                              | 9     | 1     | 0     |
| Sous-total            | Sous-total              | Sous-total            | 71          | 1           | 4           | 2               | 0               | 1               | 5                 | 0                 | 1                 | -                              | 7                              | 1                              | 0                              | 85    | 2     | 6     |
| 2019-2020             | Atalanta Bergame (prêt) | Serie A               | 7           | 0           | 0           | -               | -               | -               | -                 | -                 | -                 | C1                             | 2                              | 0                              | 0                              | 9     | 0     | 0     |
| 2020-2021             | Hellas Vérone           | Serie A               | 33          | 1           | 0           | 2               | 0               | 0               | -                 | -                 | -                 | -                              | -                              | -                              | -                              | 35    | 1     | 0     |
| 2021-2022             | Hellas Vérone           | Serie A               | 38          | 4           | 2           | 2               | 0               | 0               | -                 | -                 | -                 | -                              | -                              | -                              | -                              | 40    | 4     | 2     |
| 2022-2023             | Hellas Vérone           | Serie A               | 37+1        | 0           | 0           | 1               | 0               | 0               | -                 | -                 | -                 | -                              | -                              | -                              | -                              | 39    | 0     | 0     |
| Sous-total            | Sous-total              | Sous-total            | 109         | 5           | 2           | 5               | 0               | 0               | 0                 | 0                 | 0                 | -                              | 0                              | 0                              | 0                              | 114   | 5     | 2     |
| 2023-2024             | Torino FC               | Serie A               | 29          | 0           | 2           | 2               | 0               | 0               | -                 | -                 | -                 | -                              | -                              | -                              | -                              | 31    | 0     | 2     |
| 2024-2025             | Torino FC               | Serie A               | 6           | 0           | 0           | 2               | 0               | 0               | -                 | -                 | -                 | -                              | -                              | -                              | -                              | 8     | 0     | 0     |
| Sous-total            | Sous-total              | Sous-total            | 35          | 0           | 2           | 4               | 0               | 0               | 0                 | 0                 | 0                 | -                              | 0                              | 0                              | 0                              | 39    | 0     | 2     |
| Total sur la carrière | Total sur la carrière   | Total sur la carrière | 273         | 7           | 9           | 14              | 0               | 1               | 7                 | 0                 | 1                 | -                              | 9                              | 1                              | 0                              | 303   | 8     | 11    |